# Food Network
Food Network este un canal de televiziune american de cablu de bază deținut de Television Food Network, G.P., un joint venture și parteneriat general între Warner Bros. Discovery Networks (care deține 69% din acțiunile de deținere ale canalului) și Nexstar Media Group (care deține cele 31% rămase). În ciuda acestei structuri de proprietate, Warner Bros. Discovery are control operațional asupra canalului și îl gestionează și operează ca o divizie a Warner Bros. Discovery U.S. Networks Group. Canalul difuzează atât speciale cât și programe episodice regulate despre mâncare și gătit.
În plus față de sediul său în New York City, Food Network are birouri în Atlanta, Los Angeles, San Francisco, Chicago, Detroit, Jersey City, Cincinnati și Knoxville.
Food Network a fost înființat la 23 noiembrie 1993, 6:00 am ca TV Food Network, și în 1997 și-a adoptat numele prezent. A fost achiziționat de Scripps Networks Interactive; Scripps Networks Interactive a fuzionat ulterior cu Discovery, Inc. în 2018, iar WarnerMedia a fuzionat cu Discovery, Inc. să formeze o singură companie, Warner Bros. Discovery. La data de noiembrie 2023, Food Network este disponibil la aproximativ 70 de milioane de locuințe cu televiziune cu plată în Statele Unite, în scădere de la vârful său din 2011 de 100 de milioane de locuințe.